# نبرد برمه
نبرد برمه از نبردهای جنوب شرق آسیا در زمان جنگ جهانی دوم است. این نبرد از زمانی که ژاپنی‌ها در ۲۰ ژانویه ۱۹۴۲م از مرز سیام-برمه گذشتند تا ۲۵ ژوئیه ۱۹۴۵م که ارتش چهاردم بریتانیا راه‌آهن تانگ گوی در ایالت شان در خاور برمه را تسخیر کردند ادامه داشت.
نیروهای هندی، گورخا و انگلیسی به فرماندهی سر ویلیام سلیم بیشتر بار نبرد را بر دوش داشتند ولی نیروهای آمریکایی و چینی به فرماندهی ژنرال ژوزف استیل‌ول نیز در شمال با ژاپنی‌ها می‌جنگیدند. نبرد برمه از چهار مرحله گذشت:
- پیشروی ژاپن در برمه و تسخیر تمامی کشور تا پایان مه ۱۹۴۲.
- هجوم ناموفق متفقین در جنگل آراکان (اکتبر ۱۹۴۲ تا مارس ۱۹۴۳) که به دلیل اشکالات ارتباطی با پایگاه‌های مستقر در هند به نتیجه‌ای نرسید.
- نبرد تعیین کننده ایمفال (مارس تا ژوئن ۱۹۴۴) و استفاده از نیروی هوایی برای محاصره پادگان و تسلیم ژاپنی‌ها.
- تسخیر دلتای ایرراوادی و رانگون (فوریه تا مارس ۱۹۴۵).